# City University
City, University of London – publiczna uczelnia w Londynie w Wielkiej Brytanii. Jedna z czołowych szkół wyższych w kraju, założona w 1894 roku. Na terenie uniwersytetu leży większość budynków akademickich, administracyjnych oraz akademiki dla kilka tysięcy studentów, ponadto biblioteki, centrum sportu i centrum konferencyjne. Uczelnia znajduje się wśród 350 najlepszych uczelni świata według Top Universities i Times Higher Education (2% uczelni na świecie).

## Historia
Uczelnia powstała w 1894 roku, początkowo nosząc nazwę Northampton Institute. W 1966 roku, na mocy królewskiego dekretu (royal charter), uczelnia została uznana za niezależny uniwersytet. Od 2001 roku powstały w 1852 r. Inns of Court School of Law wchodzi w skład City University. Dnia 1 września 2016 roku uczelnia dołączyła do prestiżowej federacji brytyjskich szkół wyższych – University of London.

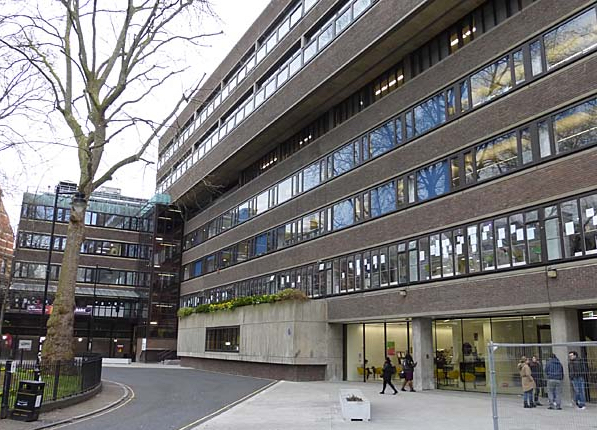
Kampus główny uczelni

## Kampusy i budynki uczelniane
Główny kampus uczelni znajduje się przy Northampton Square w londyńskiej dzielnicy Islington. Pozostałe budynki uniwersyteckie znajdują się w Holborn (City Law School) oraz przy Middlesex Street.

## Kolegia
W skład uczelni wchodzi pięć kolegiów:
- City Law School (powstałe na bazie Inns of Court School of Law)
- School of Health Sciences
- School of Arts and Social Science
- Bayes Business School
- School of Mathematics, Computer Science and Engineering

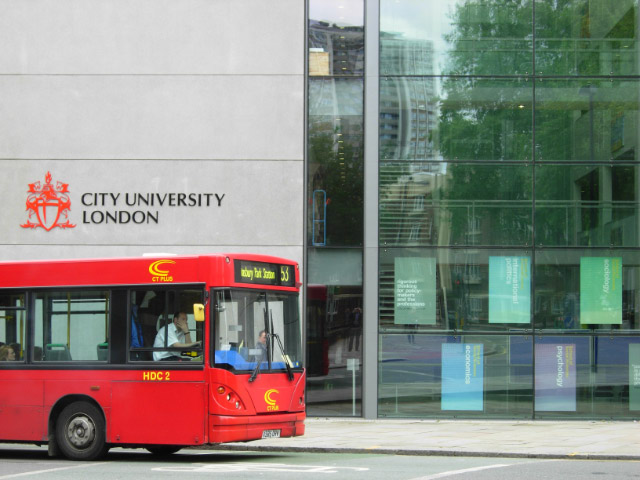
Rhind Building w Inslington

## Absolwenci

### Osoby związane z polityką
- Clement Attlee (1883–1967) – premier Wielkiej Brytanii w latach 1945–1951
- Herbert Henry Asquith (1852–1928) – premier Wielkiej Brytanii w latach 1908–1916
- Tony Blair (ur. 1953) – premier Wielkiej Brytanii w latach 1997–2007
- Margaret Thatcher (1925–2013) – premier Wielkiej Brytanii w latach 1979–1990
- Muhammad Ali Jinnah (1876–1948) – pakistański polityk, jeden z ojców założycieli państwa
- Jawaharlal Nehru (1889–1964) – indyjski polityk, przywódca socjalistycznego skrzydła Indyjskiego Kongresu Narodowego, premier Indii w latach 1947–1964
- Mahatma Gandhi (1869–1948) – jeden z twórców współczesnej państwowości Indii i propagator pacyfizmu
- Aris Spiliotopoulos(inne języki) (ur. 1966) – grecki minister turystyki w latach 2007–2009
- Setaw Szafir (ur. 1985) – izraelska polityk, najmłodsza kobieta wybrana do Knesetu
- Liu Mingkang(inne języki) (ur. 1946) – chiński polityk, prezes Chińskiej Komisji Regulacyjnej ds. banków
- Syed Kamall (ur. 1967) – brytyjski polityk, deputowany do Parlamentu Europejskiego VI, VII i VIII kadencji
- Chloë Fox(inne języki) (ur. 1971) – australijska polityk
- Set Aung – birmański polityk, wiceminister ds. planowania i finansów
- Brian Wynter(inne języki) – prezes centralnego banku Jamajki
- Durmuş Yılmaz (ur. 1947) – turecki polityk, prezes tureckiego banku centralnego w latach 2006–2011
- Houda Nonu (ur. 1964) – w latach 2008–2013 ambasador Bahrajnu w Stanach Zjednoczonych
- James Benjamin Dutton (ur. 1954) – brytyjski generał, gubernator Gibraltaru
- Christos Staikuras (ur. 1973) – grecki polityk, minister finansów w latach 2019–2023 oraz od 2023 minister infrastruktury i transportu
- Daniels Pavļuts (ur. 1976) – łotewski polityk, minister gospodarki w latach 2011–2014 oraz od 2021 do 2022 minister zdrowia
- Sandro Marcos (ur. 1994) – filipiński polityk, deputowany do Izby Reprezentantów

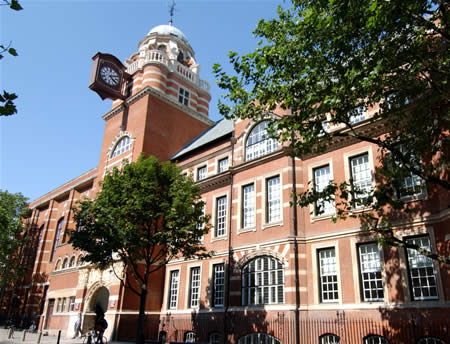
College Building w Islington

### Inni wychowankowie
- Muhammad Iqbal (1877–1938) – indyjski teolog muzułmański, filozof
- Muhtar Kent(inne języki) (ur. 1952) – CEO The Coca-Cola Company
- Sharon Maguire(inne języki) (ur. 1961) – brytyjska reżyser
- Robin Milner (1934–2010) – brytyjski informatyk, twórca LCF
- Kevin Smith (ur. 1970) – amerykański reżyser, scenarzysta i aktor
- Tiff Needell (ur. 1951) – brytyjski kierowca wyścigowy, były prezenter Top Gear i Fifth Gear